# Ghiocel de baltă
Ghiocelul de baltă sau ghiocelul de vară, (Leucojum aestivum, din limba greacă: leucos - alb, ion - violetă, din cauza parfumului; din limba latină: aestivum - de vară) este o plantă cu bulb din familia Amaryllidaceae, una din cele două specii, care mai există din genul Leucojum. 
Ghiocelul de baltă nu trebuie confundat cu ghiocelul (Galanthus). Florile ghiocelului de baltă apar mai târziu, în primăvară, sunt plăcut mirositoare și albe cu vârfuri verzi.

## Răspândire
Ghiocelul de baltă se poate regăsi în Europa intreagă și în Asia de Sud-Vest, până în nordul Iranului. Aceasta specie crește în zone mai umede decât lușca (ghiocelul bogat, Leucojum vernum), de exemplu în zona unor câmpii umede.[1]

## Descriere
Ghiocelul de baltă este o plantă erbacee perenă, care crește până la o înălțime de 60 cm, cu bulbi subterani, cu trei până la cinci frunze liniare cu o lungime până la 50 cm și lățime de 2 cm, și o tulpină lipsită de frunze, cu între trei și șapte flori în vârf, sub formă de clopot. Florile au șase petale uniforme, albe cu o pată verde in vârf, și sunt mai mici decât florile luștelor.  
Planta înflorește între lunile martie și mai (aproape până în vară, de unde i se trage denumirea aestivum - de vară). Fructul este o capsulă verde, care conține numeroase semințe negre. 

## Conținut
La fel ca și narcisa, ghiocelul și alte plante înrudite, toate părțile plantelor Leucojum conțin alcaloizi toxici, precum galantamina.